# ドルナイ
『ドルナイ』（トルコ語: Dolunay）は、トルコのテレビドラマ。スターTVで2017年7月4日から12月31日まで放送された。

## 登場人物
ナズミエ「ナズル」ピナール
演：オズゲ・グレル
フェリット・カヤ・アスラン
演：ジャン・ヤマン